# علم كارولاينا الجنوبية

علم كارولاينا الجنوبية

علم كارولاينا الجنوبية علم يتكون من نخلة وهلال أبيضين، على خلفية زرقاء (كحلية).

## وصلات خارجية
ويكيبيديا الإنجليزية